# Schlacht von Maes Madog
Die Schlacht von Maes Madog (walisisch für Madogs Wiese, auch Maes Moydog genannt) war eine Schlacht während des walisischen Aufstands von 1294 bis 1295. Sowohl der genaue Ort als auch das Datum der Schlacht sind umstritten, sicher ist nur, dass die Schlacht ein entscheidender Sieg der englischen Truppen war.
Nachdem der englische König Eduard I. im Januar 1295 mit seiner Armee Nordwales befriedet hatte, wich der Rebellenführer Madog ap Llywelyn mit seiner Streitmacht Richtung Powys aus. Er näherte sich dabei Montgomery, vielleicht aber auch Welshpool, wo eine englische Armee unter William de Beauchamp, 9. Earl of Warwick lag. Dieser war mit über 100 Reitern und 2500 Fußsoldaten von Montgomery über Oswestry nach Mittelwales vorgestoßen. Madog wusste wahrscheinlich nicht, dass er den englischen Truppen so nahegekommen war, während Kundschafter von Warwick die Waliser entdecken konnten. Warwick kehrte am 4. März nach Montgomery zurück und überraschte nach einem Nachtmarsch Madogs Truppe am 5. März im offenen Feld in einem nächtlichen Angriff. Die Waliser hatten ihre Lanzen zu spanischen Reitern aufgestellt, um ihr Lager gegen Reiterangriffe zu schützen. Warwick soll deshalb seine Armbrust- und Bogenschützen zwischen seinen Rittern aufgestellt haben, die mit ihren Pfeilen und Bolzen unter den Walisern hohe Verluste verursachten. Nachdem die walisische Streitmacht so in Unordnung geraten war, griffen die Engländer in einem Zangenangriff an. Über 600 Waliser sollen gefallen sein, worauf das Heer sich auflöste. Anschließend eroberten die Engländer das walisische Lager, wobei sie über 100 weitere Waliser töteten, während auf Seiten der Engländer nur ein Reiter und sechs Fußsoldaten gefallen sein soll. Den englischen Truppen fiel die gesamte Ausrüstung der Waliser in die Hände. Madog ap Llywelyn konnte mit wenigen Männern entkommen, doch durch die vernichtende Niederlage seiner Streitmacht war der Aufstand in Nordwales de facto niedergeschlagen. Nachdem der Aufstand vollends zusammengebrochen war, ergab sich Madog Ende Juli oder Anfang 1295 den Engländern.
Warwicks erfolgreiche Taktik mit dem kombinierten Einsatz von Bogenschützen und Rittern soll Eduard I. auch in seinen Kriegen gegen Schottland benutzt haben. Sie soll noch während des Hundertjährigen Kriegs als Vorbild für die Schlachten von Crécy und Poitiers gedient haben.